# Hôtel Saint-Pierre
L'hôtel Saint-Pierre est un hôtel particulier situé à Besançon dans le département du Doubs.
L'escalier et les galeries, les façades et les versants de toiture qui les surmontent, ainsi que les deux cheminées en marbre du premier étage font l’objet d’une inscription au titre des monuments historiques depuis le 8 avril 1991.

## Localisation
L'édifice est situé au 13 rue Battant dans le quartier du Battant à Besançon.